# BSON
BSON es un formato de intercambio de datos usado principalmente para su almacenamiento y transferencia en la base de datos MongoDB. Es una representación binaria de estructuras de datos y mapas. El nombre BSON está basado en el término JSON y significa Binary JSON (JSON Binario).

## Tipos de datos y sintaxis
Un objeto BSON consiste en una lista ordenada de elementos. Cada elemento consta de un campo nombre, un tipo y un valor. Los nombres son de tipo String y los tipos pueden ser:
- Cadena de caracteres (String)
- Enteros de 32 o 64 bits
- Tipo de dato real de 64 bits IEEE 754
- Fecha (número entero de milisegundos en Tiempo Unix)
- Array de bytes (datos binarios)
- booleano
- Nulo (null)
- Objeto BSON
- Array BSON
- Expresiones Regulares
- Código JavaScript

Los tipos BSON son los mismos tipos de JSON además de añadir Date y Array de bytes.

## Eficiencia
Comparado a JSON, BSON está diseñado para tener un almacenamiento y velocidad más eficiente. Los elementos largos contienen el campo “tamaño” para facilitar su escaneo, lo que provoca que en algunos casos BSON use más espacio en memoria que JSON.

## Enlaces relacionados
- JSON
- ASN.1

- Datos: Q2661480